# Julian Bream
Julian Bream (Battersea, 15 de julio de 1933 - Wiltshire, 14 de agosto de 2020) fue un guitarrista y laudista inglés, considerado el más grande de la segunda mitad del siglo XX [].

## Biografía
Nació en Londres y fue criado en un ambiente muy musical. Su padre tocaba jazz en la guitarra y el joven Julian quedó impresionado al oír la forma de tocar de Django Reinhardt.
Fue alentado a tocar el piano y la guitarra (aunque usando un plectro). Cuando cumplió once años, su padre le regaló una guitarra clásica. 
Se convirtió en un prodigio infantil, al ganar a los 12 años un premio en una exhibición infantil por tocar el piano, dándole oportunidad de estudiar piano y chelo en el Royal College of Music. Tuvo su debut en un recital de guitarra en Cheltenham en 1947 a los 13 años.
En 1951 hizo su debut en el Wigmore Hall en Londres. Después de su reclutamiento en el servicio militar, regresó a su ajetreada carrera, tocando alrededor del mundo, incluyendo giras anuales por los EUA y Europa las cuales duraron varios años. 
Formó parte de un recital en el Wigmore Hall con el laúd en 1952 y desde ese momento realizó un gran trabajo trayendo a la luz música escrita para ese instrumento.
En 1960 se creó el Julian Bream Consort (Consorcio Julian Bream), un conjunto instrumental de época con Bream como laudista. Esta agrupación representó un despertar del interés en la música de la época isabelina.
En 1984 tuvo un grave accidente de automóvil, el cual lo lesionó gravemente. Tuvo que realizar un gran esfuerzo para recuperar su habilidad técnica.
El repertorio de Bream es sumamente amplio, desde transcripciones del siglo XVII, pasando por un gran número piezas de Bach arregladas para guitarra, piezas populares españolas, hasta música contemporánea escrita expresamente para el instrumento, mucha de la cual fue escrita tomándolo como máxima inspiración.
Varios compositores trabajaron con él, y entre los que le dedicaron piezas están: Malcolm Arnold, Benjamin Britten, Leo Brouwer, Peter Racine Fricker, Hans Werner Henze, Humphrey Searle, Tōru Takemitsu, Michael Tippett y William Walton. 
El Nocturnal de Britten es una de las obras más importantes en el repertorio de la guitarra clásica, y fue escrita inspirándose totalmente en Julian. Se trata de una inusual serie de variaciones sobre el tema Come Heavy Sleep de John Dowland (el cual se toca en su forma original casi al final de la pieza).
Sin duda la dedicatoria del "Nocturnal", da a Julian Bream la calidad de ser de los mejores guitarristas del siglo XX.
Bream ha tenido parte en algunas colaboraciones exitosas, incluyendo su trabajo con Peter Pears en música Isabelina para laúd y voz, y dos discos de dúo de guitarra con John Williams.

## Técnica y características de la interpretación
Las interpretaciones de Bream destacan por la energía y vivacidad que le imprime a las obras, siempre cargadas de mucha emotividad. Uno de los elementos más característicos de su personal forma de tocar es el juego entre los contrastes tímbricos (súbitos en muchos casos) en los que pasa del dolcissimo al metálico, además de matices menos evidentes pero  siempre presentes y que hacen que los colores de sonido que obtiene de la guitarra le hagan inconfundible cuando toca. En su pulsación de mano derecha combina el ataque "tirando" y el "apoyando". 
Para sentarse utiliza habitualmente el tradicional "pie de guitarra". La colocación de la guitarra tiende a la horizontalidad y su posición de mano derecha también es horizontal respecto a las cuerdas de la guitarra. 
En sus interpretaciones se aprecia un carácter impulsivo e intuitivo, haciendo que cada interpretación de una misma obra pueda ser completamente distinta a la anterior.